# Ambrym
Ambrym ou Ambrim est une île de l’archipel du Vanuatu située en  mer de Corail. Elle est habituellement subdivisée en trois régions : le Nord, l’Ouest et le Sud-Est. Il s’agit d’une île volcanique, comprenant deux cratères du nom de Marum et Benbow, accessible depuis l’Ouest ou le Nord, depuis le village de Ranvetlam.

## Histoire
Découverte en 1768 par Bougainville, elle a été nommée ainsi par le capitaine James Cook, qui y a jeté l'ancre en 1774. Ce nom signifie « il y a des ignames ici » (ham rim dans la langue ranon).

## Géographie

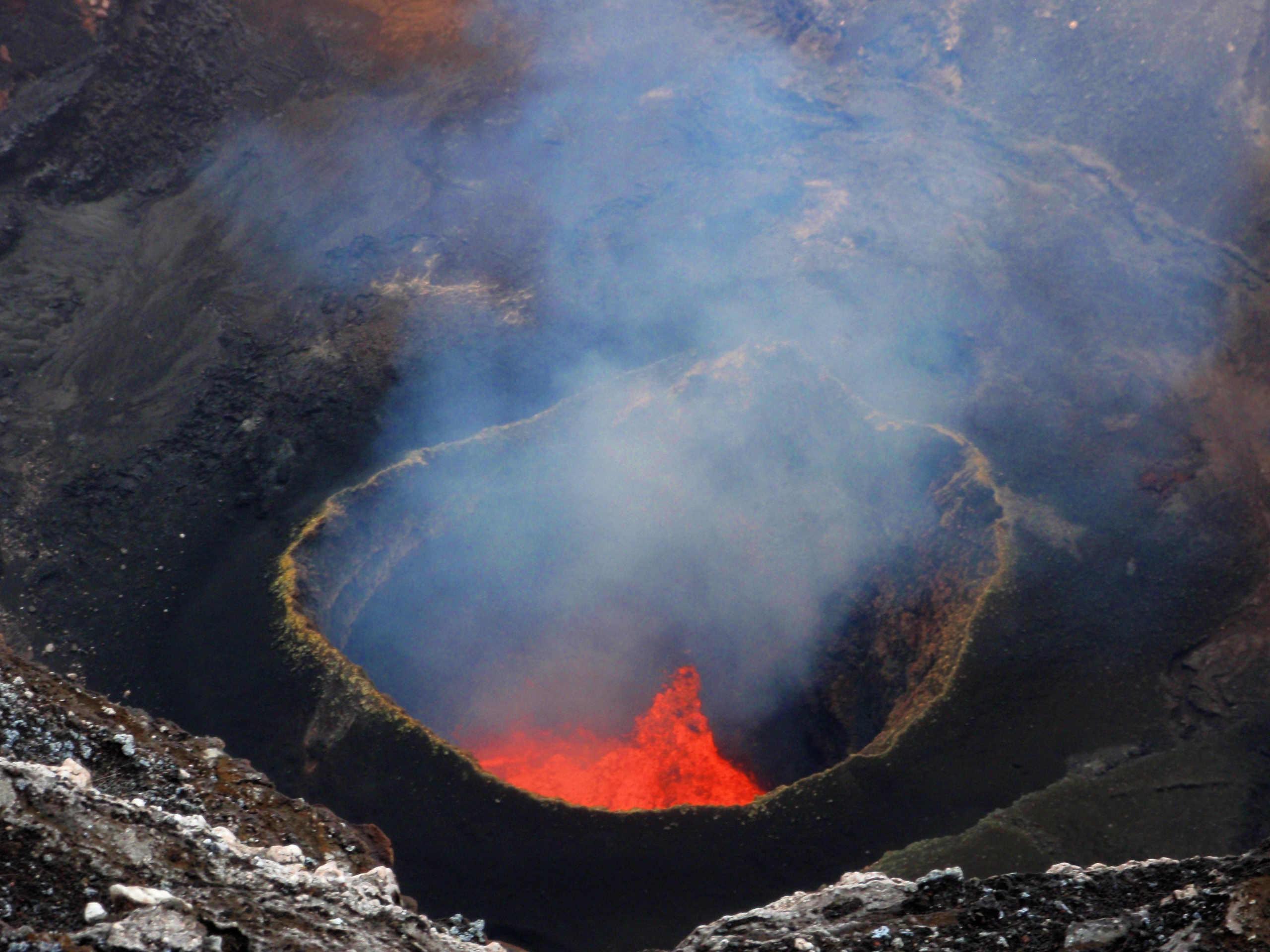
De la lave dans le cratère Marum.

Ambrym a une superficie de 677,7 km2 et est située entre les îles Pentecôte, Malekula et Paama. Les principaux villages de l’île sont Fanla, Newha, Olal, Craig Cove, Lalinda et Baiap.
Le volcan d’Ambrym, qui culmine à 1 334 m, est en éruption depuis le 23 mai 2008.
Le 15 mars 2017, Google a ajouté des photos des lacs de lave du Marum dans le répertoire de Google Street View ,,.

## Population

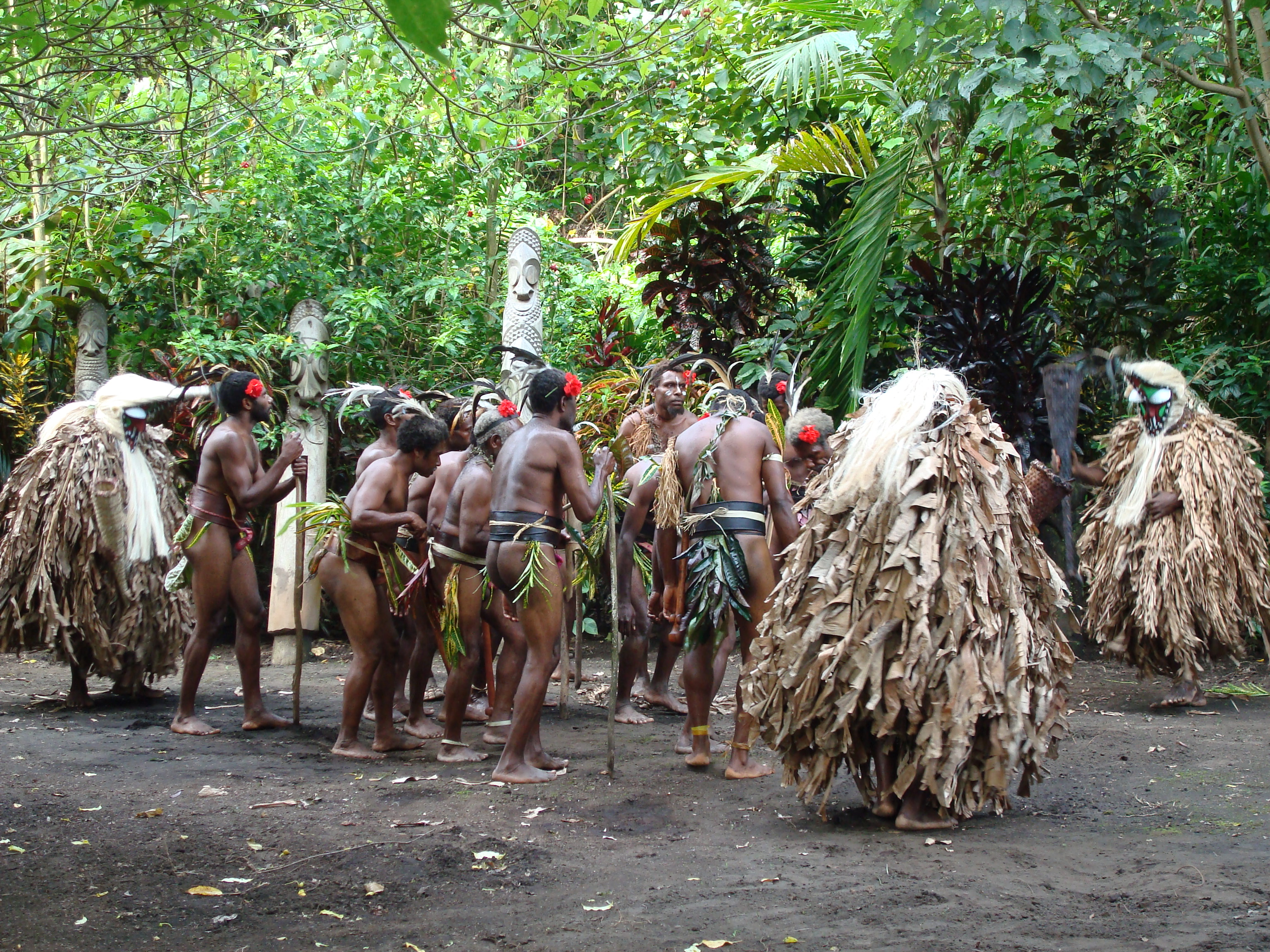
Danse du Rom.

La population d’Ambrym (7 275 habitants en 2009), comme celle du Vanuatu, est mélanésienne. La principale économie est celle de subsistance avec des plantations de cocotiers qui servent à produire le coprah et à fournir une ressource monétaire. La tradition y est présente et a su fusionner avec l'apport chrétien d'une nouvelle manière de voir le monde. 
Aujourd'hui, les habitants d’Ambrym parlent six principales langues vernaculaires : Nord Ouest Ambrym, Nord East Ambrym, Ralkaleyn, Daakaka, Daakye, Sud Est Ambrym. 
L'anglais et le bichelamar restent les langues véhiculaires.  